# In the Name of the Father
In the Name of the Father is een film van regisseur Jim Sheridan uit 1993. De film vertelt het waargebeurde verhaal van de Guildford Four en Maguire Seven. Het scenario, geschreven door Sheridan en Terry George, is afgeleid van de autobiografie Proved Innocent van Gerry Conlon.

## Rolverdeling
| Acteur             | Personage                 |
| ------------------ | ------------------------- |
| Daniel Day-Lewis   | Gerard "Gerry" Conlon     |
| Pete Postlethwaite | Giuseppe Conlon           |
| John Lynch         | Paul Hill                 |
| Mark Sheppard      | Patrick "Paddy" Armstrong |
| Beatie Edney       | Carole Richardson         |
| Emma Thompson      | Gareth Peirce             |
| Don Baker          | Joe McAndrew              |
| Corin Redgrave     | Robert Dixon              |
| Gerard McSorley    | Detective Pavis           |
| Frank Harper       | Ronnie Smalls             |